# Werfer-Brigade 9
Die Werfer-Brigade 9 war eine deutsche Nebelwerfer-Brigade im Zweiten Weltkrieg.

## Brigadegeschichte
Die Werfer-Brigade 9 wurde am 16. März 1944 durch die Hinzuziehung des kurze Zeit später neu aufgestellten schweren Werfer-Regiments 14 und des Werfer-Regiments 54 durch den Wehrkreis X im Munsterlager aufgestellt.
Das schwere Werfer-Regiment 14 wurde am 20. März 1944 durch das Zusammenziehen unterschiedlicher Einheiten aufgestellt. Dabei wurde die 4. und 5. des Werfer-Lehr-Regiments 1 für die  I. herangezogen. Die II. des schwere Werfer-Regiments 14 wurde aus 2. und 4. des schweren Werfer-Regiments 2 gebildet und die III. Abteilung kam aus der 7. und 8. des Werfer-Regiments 54. Die 23. Batterie des schwere Werfer-Regiments 14 wurde bereits mit Sonderkraftfahrzeugen der Wehrmacht (Sf) ausgerüstet.
Ab März 1944 wurde die 21. und 22. Batterie des Werfer-Regiments 54 mit Sonderkraftfahrzeugen der Wehrmacht (Sf) anstatt mit Panzern ausgerüstet. Die 22. Batterie, ab dem 5. Mai 1943 eingerichtet, blieb aber mit Panzern ausgestattet, welche aber am 3. September 1944 zum Regiment 70 wurde und die Brigade verließ.
Die Werfer-Brigade 9, wie auch die Werfer-Brigade 7 und die Werfer-Brigade 8, wurde in der Normandie vernichtet und in Frankreich aufgefrischt. Im November 1944 erfolgte die Umbenennung in Volks-Werfer-Brigade 9.
Die Werfer-Brigade 9 war als Heerestruppenteil an der Westfront eingesetzt. Die Ardennenoffensive erfolgte bei der 6. Panzerarmee und kämpfte zuletzt in der Eifel beim AOK 7.
Zu Kriegsende war das schwere Werfer-Regiment 14 unter der Führung von Major/Oberstleutnant Keller (* 1906, ab 8. Oktober 1944) und das Werfer-Regiment 54 unter Major d. R. Wilhelm Schwinne (* 1895, ab 30. März 1945 mit der Führung beauftragt).
Vom 1. April 1944 war bis 6. Oktober 1944 Oberst Gerhard Selle (* 1897) Kommandeur der Brigade, welcher ab 20. März 1945 die Volks-Werfer-Brigade 1 führte. Ab dem 15. Oktober 1944 war Oberst Martin Beyrich (* 1897) Kommandeur der Brigade.

## Gliederung
- schweres Werfer-Regiment 14 mit I. (1–3), II. (4–6) und III. (7–9, 23 (Sf))
- Werfer-Regiment 54 mit I. (1–3), II. (4–6) und III. (7–9, 21 (Sf), 22 (Pz, bis 3. September 1944))